# Lankower See (Schwerin)
Der Lankower See in Mecklenburg-Vorpommern liegt im Stadtgebiet von Schwerin. Er ist ein Rinnensee in einem Endmoränengebiet mit sehr steilen Hängen und entstand während der letzten Eiszeit (Würmeiszeit) aus einer ehemaligen Schmelzwasserrinne, die sich nach dem Rückgang des Eises dauerhaft mit Wasser füllte.

## Beschreibung
Der See liegt im Süden des Stadtteils Lankow und westlich der Schweriner Weststadt. Er hat eine Länge von 1,56 Kilometern und eine Breite von 900 Metern im Norden und rund 100 Metern im Süden, bei einer durchschnittlichen Tiefe von 5,2 Metern und einem Volumen von 2,8 Millionen Kubikmetern. Gespeist wird der See durch viele Einzelquellen und einem Zulauf aus Richtung Sodemannscher Teich kommend. Der Ablauf des Sees am Südufer, rinnt über den Lankower Aubach durch den Ratsherrenteich hindurch, in den nördlichen Ostorfer See fließt unter der Straße Vor dem Wittenburger Tor hindurch. Ein slawischer Burgwall von 1160, in rechteckiger Form 55 × 45 Meter, liegt auf einer Halbinsel im katholischen bischöflichen Garten vor dem Nordufer. Unter Wasser zieht sich von dort aus eine Erhebung, im Volksmund die „Furt“ genannt, hinüber zum alten Landwehrgraben auf der Neumühler Uferseite. Diese steinige langgezogene Untiefe ist in keiner offiziellen Karte verzeichnet. Auf der Halbinsel Klotzwerder gab es im Mittelalter eine Raubritterburg Kloteke (sagt eine Sage). Heute ist der See ein anerkanntes Naherholungsgebiet mit einem Bootsverleih und Freibad an der Südseite. An der Ostseite befinden sich 13 Kleingartensparten. Die Westseite, die Lankower Berge, wurde früher als Schafweide und Motocross-Strecke extensiv genutzt, was sich negativ auf die Wasserqualität auswirkte. Durch die naheliegenden Neubaugebiete in Neumühle und Lankow unterliegt der See heute einer zunehmend intensiver werdenden Erholungsnutzung. Der See ist ein beliebtes Angelgewässer und darf nur durch Besitzer eines gültigen Angelscheines mit Elektro-Bootsmotoren befahren werden. Der betreuende Angelverein ist der Natur- und Angelfreunde Lankower See e. V. Alljährlich führt der „Fünf-Seen-Lauf“ in Schwerin auch am Lankower See entlang. Im See liegt die Insel Rethorst die nicht mehr betreten werden darf. Der See ist stark eutroph (Stand 1998).

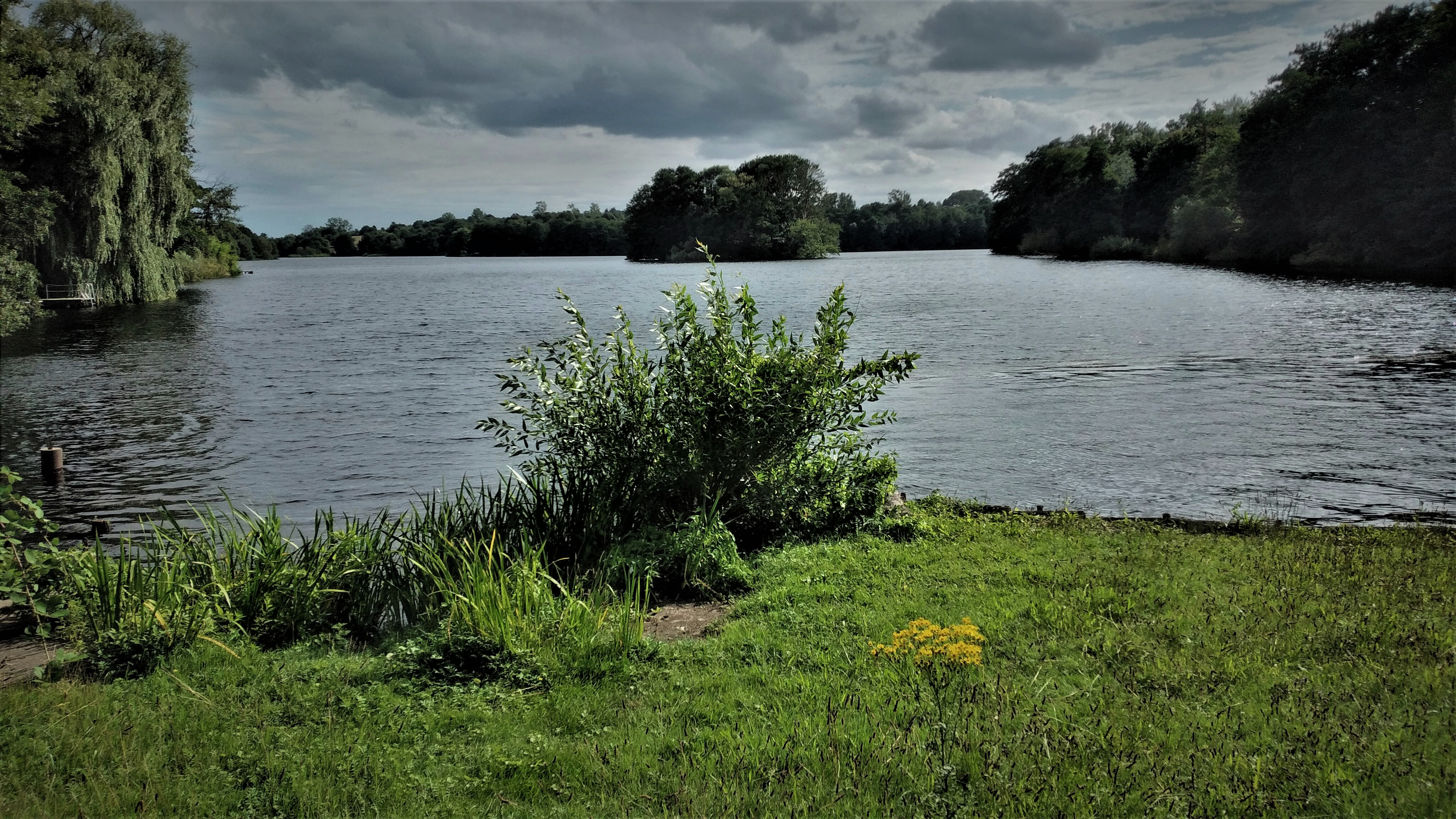
Insel Rethorst mittig, Nähe ehemalige Lungenklinik, Alt Lankow

## Fauna
Der Lankower See weist einen guten Besatz an Aalen, Barschen, Bleien, Hechten, Schleie, Kaulbarsch, Karpfen, Plötzen und Rotfedern auf. Güstern, Quappen und Zander kommen selten vor. Der Rückgang des Zander-Bestandes ergab sich durch das unbegründete Einsetzen von nicht einheimischen Fischen wie Marmor- und Silberkarpfen in übergroßen Mengen, die das Plankton fraßen, welches Nahrungsgrundlage für den geschlüpften Zander ist.
Der Fischbestand wird jährlich durch den betreuenden Verein durch Besatzmaßnahmen qualitativ und quantitativ aufgebessert. Seit 2018 wird jährlich durch den Kauf einer Aalaktie von den Mitgliedern, die Rettung des europäischen Aal unterstützt. So wurden in dieser Zeitraum 1300 Euro gespendet. Zurzeit wird vom Anglerverein angestrebt, den Zanderbestand wieder durch Besatzmaßnahmen aufzubessern.
Zudem wurden im Bereich des Sees zehn Libellen-, 44 Brutvogel-, verschiedene Muschel- und Schneckenarten nachgewiesen. Auch wurden kontinuierlich Eisvögel beim Brüten beobachtet und Schildkröten gesehen. Eine gemeldete Sichtung eines Fischotters konnte bisher nicht bestätigt werden.